# بندر فیری
بندر فیری (به انگلیسی: Port Fairy) یک شهرک در استرالیا است که در ویکتوریا (استرالیا) واقع شده‌است.